# Métropole du Grand Nancy
La métropole du Grand Nancy, couramment appelée Grand Nancy, anciennement communauté urbaine du Grand Nancy (CUGN), est une métropole française située dans le département de Meurthe-et-Moselle.
Comptant 258 208 habitants, elle s'étend sur un territoire relativement restreint de 142 km2. Elle appartient à un bassin d'emploi morcelé en un grand nombre d'intercommunalités de près de 600 000 habitants. Son territoire fait partie de l'unité urbaine et de l'aire d'attraction de Nancy.
La métropole du Grand Nancy occupe une position centrale au sein de la région Grand Est et est à ce titre le siège régional de plusieurs administrations telles que l'agence régionale de santé ou le rectorat de la région académique.

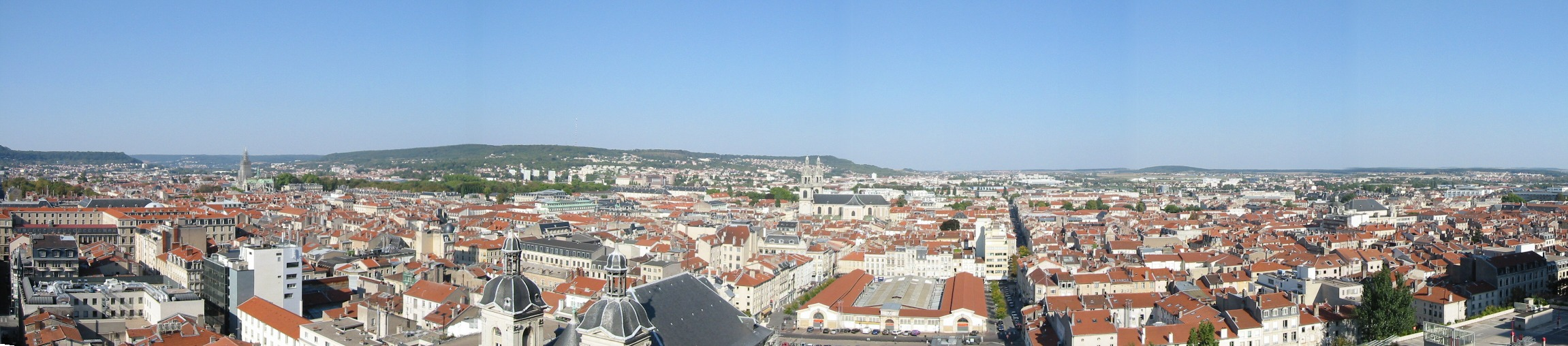
Vue panoramique sur le Grand Nancy.

## Historique
Nancy, qui avait très tôt commencé à s'étendre en agglomération sur les communes voisines, organisa cette agglomération très tôt également. Dès 1959, la création du District de l'agglomération nancéienne regroupant à l'origine 12 communes et destiné à assurer l’alimentation en eau potable et le traitement des eaux usées de ces collectivités, permit la coopération intercommunale. Le district perçoit à compter de 1973 une fiscalité propre, qui se substitue aux participations payées par les communes membres, et réalise notamment la construction du viaduc Louis-Marin, la mise en service du trolleybus de Nancy en 1983 et surtout les aménagements de la Meurthe débutés en 1986.
Celle-ci fut renforcée par la transformation du district en communauté urbaine (le Grand Nancy) le 1er janvier 1996,, qui regroupe depuis lors 20 communes.
La communauté urbaine s'attache à réaliser, dans un premier temps, de nouvelles infrastructures de voirie, la poursuite des aménagements de la Meurthe, création du transport léger guidé de Nancy (appelé également tramway) en 2000, la piétonisation de la place Stanislas (2005), arrivée du TGV en gare de Nancy (2007)…
La communauté urbaine adopte durant les années 2000  son projet d’agglomération durable et contribue à la création du Sillon Lorrain, 1er pôle métropolitain français créé en 2012, qui rassemble les agglomérations d’Épinal, de Metz, de Nancy et de Thionville en vue de la création d’une grande métropole lorraine.
La communauté urbaine satisfaisant aux conditions de l'article L. 5217-1 II du code général des collectivités territoriales pour constituer volontairement,, une métropole (Le Grand Nancy était, en 2009, le centre d'une zone d'emploi de 514 418 habitants alors que le minimum requis est de 400 000 habitants et exerçant déjà les compétences obligatoires des métropoles), celle-ci est transformée en métropole au 1er juillet 2016 par un décret du 20 avril 2016, après avis favorable de la totalité des conseils municipaux des communes intéressées.
Le Grand Nancy rejoint ainsi Brest Métropole ou Montpellier Méditerranée Métropole comme métropoles résultant d'une transformation volontaire d'une intercommunalité préexistante.

Logo de la communauté urbaine jusqu'en 2016.
Logo de la métropole depuis 2016.

## Territoire

### Géographie

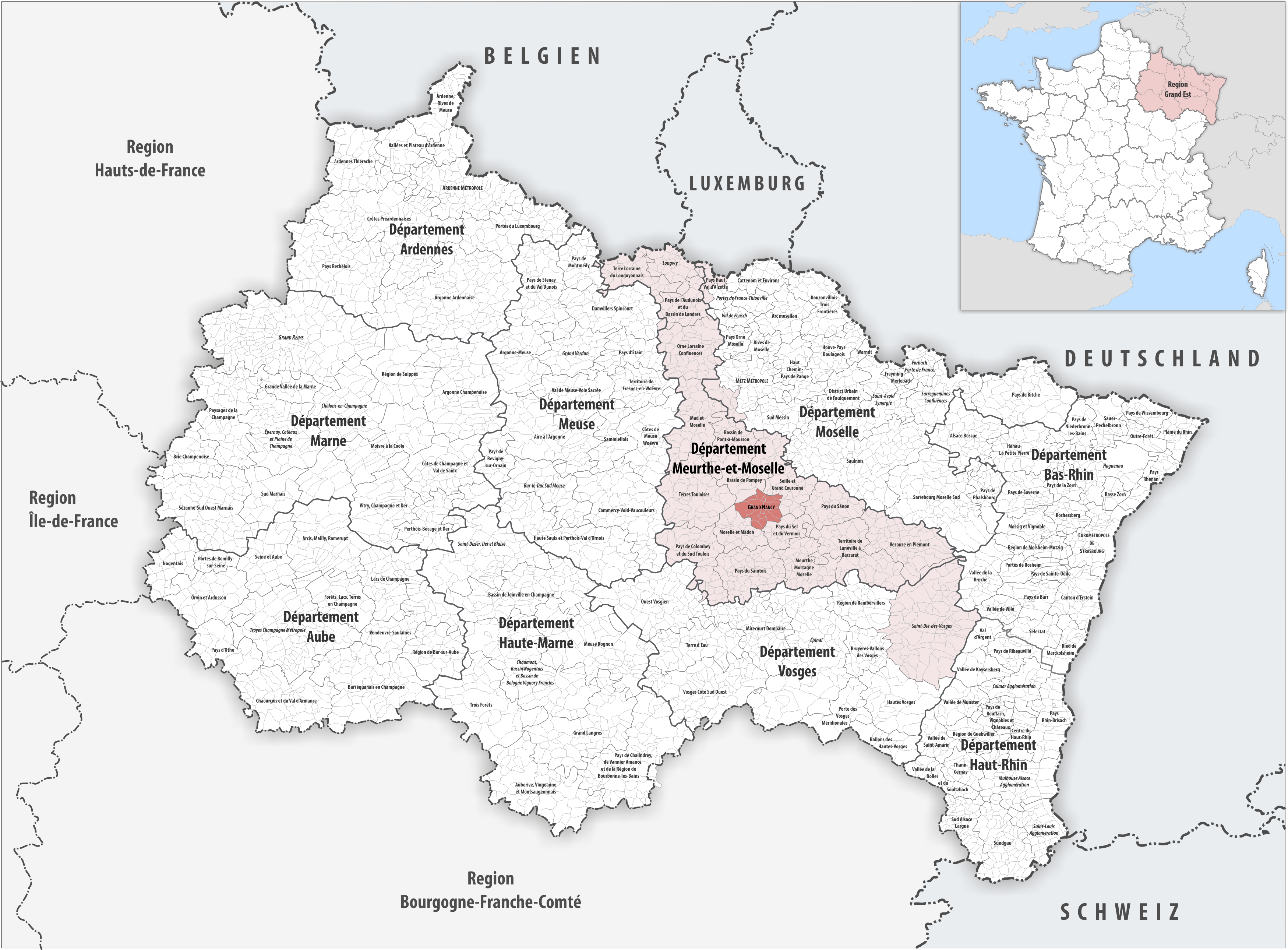
La métropole du Grand Nancy au sein du Grand Est.

Forte de 258 208 habitants en 2022, elle est la 4e intercommunalité de la région Grand Est, derrière l'Eurométropole de Strasbourg (517 386 habitants), la communauté urbaine du Grand Reims (297 492 habitants) et Mulhouse Alsace Agglomération (272 950 habitants).

### Composition
La métropole est composée des 20 communes suivantes :

| Nom                       | Code Insee | Gentilé         | Superficie (km2) | Population (dernière pop. légale) | Densité (hab./km2) |
| ------------------------- | ---------- | --------------- | ---------------- | --------------------------------- | ------------------ |
| Nancy (siège)             | 54395      | Nancéiens       | 15,01            | 104 387 (2022)                    | 6 954              |
| Art-sur-Meurthe           | 54025      | Arcquois        | 11,47            | 1 696 (2022)                      | 148                |
| Dommartemont              | 54165      | Dommartemontais | 1,32             | 567 (2022)                        | 430                |
| Essey-lès-Nancy           | 54184      | Ascyens         | 5,75             | 8 733 (2022)                      | 1 519              |
| Fléville-devant-Nancy     | 54197      | Flévillois      | 7,4              | 2 187 (2022)                      | 296                |
| Heillecourt               | 54257      | Heillecourtois  | 3,65             | 5 396 (2022)                      | 1 478              |
| Houdemont                 | 54265      | Houdemontais    | 3,62             | 2 069 (2022)                      | 572                |
| Jarville-la-Malgrange     | 54274      | Jarvillois      | 2,43             | 9 362 (2022)                      | 3 853              |
| Laneuveville-devant-Nancy | 54300      | Laneuvevillois  | 12,47            | 6 595 (2022)                      | 529                |
| Laxou                     | 54304      | Laxoviens       | 15,94            | 15 126 (2022)                     | 949                |
| Ludres                    | 54328      | Ludréens        | 8,18             | 5 899 (2022)                      | 721                |
| Malzéville                | 54339      | Malzévillois    | 7,53             | 7 818 (2022)                      | 1 038              |
| Maxéville                 | 54357      | Maxévillois     | 5,63             | 10 014 (2022)                     | 1 779              |
| Pulnoy                    | 54439      | Pulnéens        | 3,74             | 5 123 (2022)                      | 1 370              |
| Saint-Max                 | 54482      | Maxois          | 1,85             | 10 100 (2022)                     | 5 459              |
| Saulxures-lès-Nancy       | 54495      | Saulxurois      | 7,05             | 4 306 (2022)                      | 611                |
| Seichamps                 | 54498      | Seichanais      | 4,3              | 5 155 (2022)                      | 1 199              |
| Tomblaine                 | 54526      | Tomblainois     | 5,55             | 9 040 (2022)                      | 1 629              |
| Vandœuvre-lès-Nancy       | 54547      | Vandopériens    | 9,46             | 29 697 (2022)                     | 3 139              |
| Villers-lès-Nancy         | 54578      | Villarois       | 9,95             | 14 938 (2022)                     | 1 501              |

### Démographie
| 1968    | 1975    | 1982    | 1990    | 1999    | 2006    | 2011    | 2016    | 2022    |
| ------- | ------- | ------- | ------- | ------- | ------- | ------- | ------- | ------- |
| 231 933 | 252 292 | 250 951 | 256 371 | 258 268 | 258 526 | 256 246 | 256 610 | 258 208 |

## Transports
La métropole est devenue autorité organisatrice de la mobilité (AOM).

### Impact énergétique et climatique

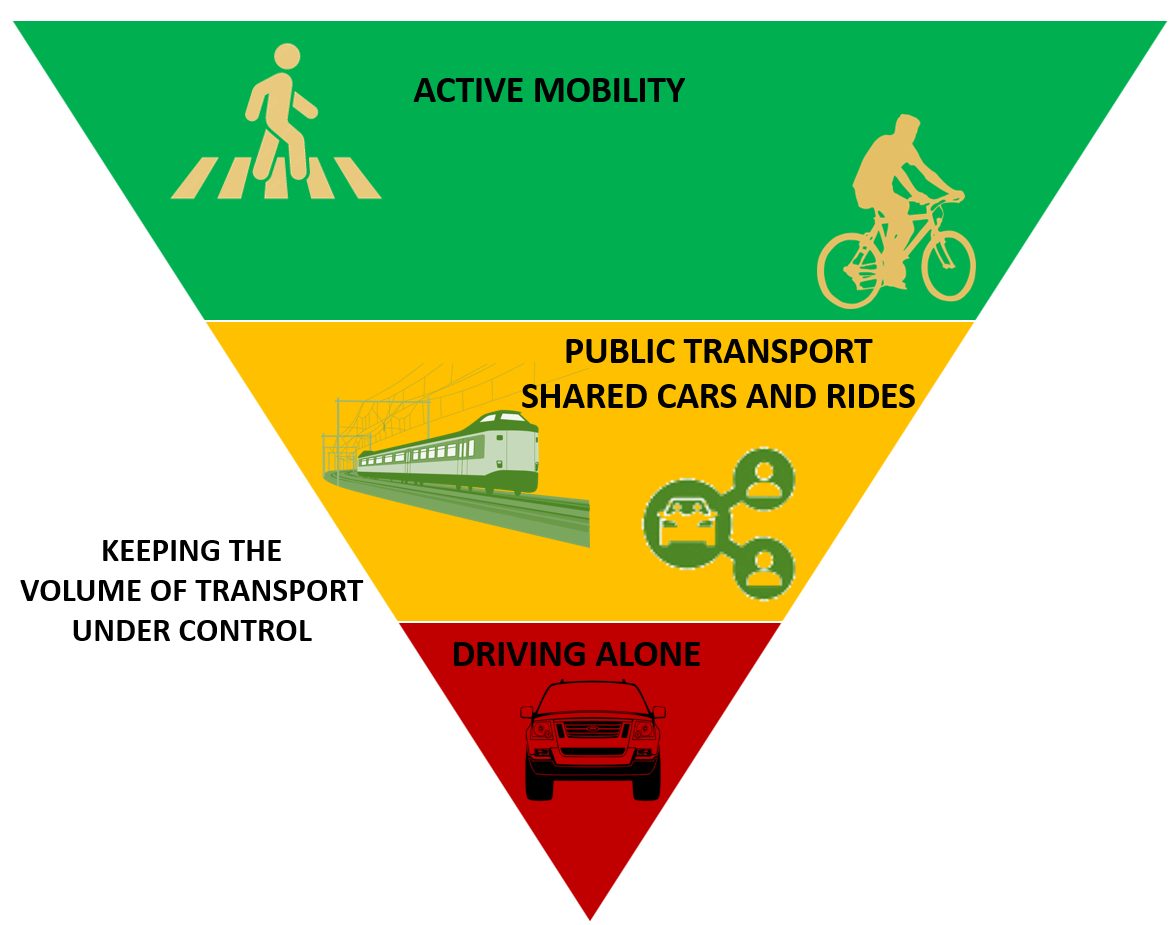
Pyramide de la mobilité, proposée par le projet européen Share North.

Énergie et effet de serre étant intimement liés, ATMO Grand Est tient à jour les statistiques énergétiques et climatiques de la métropole du Grand Nancy pour l'année 2020 et pour tous les secteurs, y compris les transports.
| -                              | Transports routiers | Autres transports |
| ------------------------------ | ------------------- | ----------------- |
| Carburant (GWh)                | 1 165               | 12                |
| Électricité (GWh)              | 1                   | 12                |
| Gaz à effet de serre (ktéqCO2) | 293                 | 3                 |

## Énergie et climat
Dans le cadre du schéma régional d'aménagement, de développement durable et d'égalité des territoires (SRADDET) du Grand Est, ATMO Grand Est tient à jour les statistiques énergétiques  des établissements publics de coopération intercommunale de la région sous forme de diagramme de flux.
L'énergie finale annuelle, consommée en 2020, est exprimée en gigawatts-heures,.
| -                          | GWh   |
| -------------------------- | ----- |
| Électricité                | 1 250 |
| Carburants ou combustibles | 4 902 |
| Chaleur primaire           | 435   |

L'énergie produite en 2020 est également exprimée en gigawatts-heures.
| -                          | GWh |
| -------------------------- | --- |
| Électricité                | 40  |
| Carburants ou combustibles | 22  |
| Chaleur primaire           | 230 |

Les gaz à effet de serre sont exprimés en kilotonnes équivalent CO2.
| -                     | ktéqCO2 |
| --------------------- | ------- |
| Liées à l'énergie     | 1 243   |
| Non liées à l'énergie | 85      |

## Organisation

### Siège
Le siège de la métropole du Grand Nancy est situé au 22-24 viaduc Kennedy à Nancy.

### Élus
La métropole est administrée par un conseil métropolitain de 76 membres représentant chaque commune membre, sensiblement proportionnellement à leur population, soit, pour la mandature 2020-2026 :
| Nombre de conseillers | Communes                                                                                         |
| --------------------- | ------------------------------------------------------------------------------------------------ |
| 33                    | Nancy                                                                                            |
| 9                     | Vandœuvre-lès-Nancy                                                                              |
| 4                     | Laxou, Villers-lès-Nancy                                                                         |
| 3                     | Maxéville, Saint-Max                                                                             |
| 2                     | Essey-lès-Nancy, Jarville-la-Malgrange, Laneuveville-devant-Nancy, Ludres, Malzéville, Tomblaine |
| 1 (+1 suppléant)      | les autres communes                                                                              |

Le conseil d'installation de la métropole du Grand Nancy a eu lieu le 8 juillet 2016. Dans un esprit collaboratif et de transparence, le Grand Nancy a voté lors de son premier conseil métropolitain une évolution de sa gouvernance, avec l’adoption d’un exécutif collégial, portant le nombre de vice-présidents à 19.
Vice-présidents de l'exécutif initial du mandat 2014-2020
- Pierre Boileau, 1er vice-président délégué aux finances, à la planification budgétaire et évaluation, maire de Ludres ;
- Jean-François Husson, 2e vice-président délégué à l'économie, à l'énergie, au développement durable, aux partenariats territoriaux ;
- Serge Bouly, 3e vice-président délégué à l'eau potable, à la prévention et la gestion des déchets, maire de Laneuveville-devant-Nancy ;
- Laurent Hénart, 4e vice-président délégué à l'attractivité et rayonnement du territoire, à l'accueil des entreprises, maire de Nancy ;
- Laurent Garcia, 5e vice-président délégué aux transports en commun et infrastructures de transports, voiries, ouvrages d’art, signalétique, circulation, parkings et fourrière automobile, maire de Laxou ;
- Éric Pensalfini, 6e vice-président délégué aux sports et sports professionnels et leurs équipements, aux événements sportifs et de loisirs, au Zénith du Grand Nancy, maire de Saint-Max ;
- François Werner, 7e vice-président délégué à l'enseignement supérieur, la recherche, l'innovation, à Grand Nancy numérique et à la ville intelligente, aux réseaux de villes et agglomérations et aux politiques contractuelles, maire de Villers-lès-Nancy ;
- Marie-Christine Leroy, 8e vice-présidente déléguée au tourisme et grands événements culturels, aux musées et jardins botaniques, à la diffusion et promotion de la culture scientifique et technique, au conservatoire, maire de Dommartemont ;
- Jean-Pierre Hurpeau, 9e vice-président délégué à la politique de la ville et à la rénovation urbaine, maire de Jarville-la-Malgrange ;
- Valérie Debord, 10e vice-présidente déléguée à la cohésion sociale, à l'habitat, aux gens du voyage ;
- Didier Sartelet, 11e vice-président délégué à l'environnement et à l'écologie urbaine : nature en ville, biodiversité, espaces naturels, parcs, forêts, agriculture, trames vertes et bleues et parcours piétons, au dialogue avec les associations environnementales, maire d'Heillecourt ;
- Michel Candat, 12e vice-président délégué à l'urbanisme, au plan local d’urbanisme intercommunal, aux espaces publics, maire de Saulxures-lès-Nancy ;
- Malika Dati, 13e vice-présidente déléguée à la participation citoyenne, associative et territoriale, au conseil de développement durable, aux mobilités (Plan de déplacements urbains, piétons, vélos, nouvelles mobilités) ;
- Jean-Pierre Dessein, 14e vice-président délégué au patrimoine, aux moyens généraux, aux affaires juridiques, au domaine public, aux réseaux de télécommunications, maire d'Art-sur-Meurthe ;
- Michelle Piccoli, 15e vice-présidente déléguée aux ressources humaines, au dialogue social et à la mutualisation, maire de Pulnoy ;
- Henri Chanut, 16e vice-président délégué à la qualité de l’aménagement des espaces publics, maire de Seichamps ;
- Bertrand Kling, 17e vice-président délégué à l’assainissement, aux eaux pluviales, à la prévention des inondations, et au suivi du projet urbain partenarial Rives de Meurthe, maire de Malzéville ;
- Christophe Choserot, 18e vice-président délégué aux études sur le renouvellement de la ligne 1 du réseau de transport en commun, maire de Maxéville ;
- Stéphane Hablot, 19e vice-président délégué à la cohérence territoriale du technopôle Henri Poincaré, maire de Vandœuvre-lès-Nancy.

Conseillers délégués de l'exécutif initial du mandat 2014-2020
Le conseil a également élu des conseillers délégués, qui sont :
- Anne-Marie Antoine, conseillère municipale de Laxou, conseillère déléguée aux personnels et aux carrières auprès de Michelle Piccoli ;
- Alain Boulanger, maire de Fléville-devant-Nancy, conseiller délégué à la voirie auprès de Laurent Garcia ;
- Carole Breneur, conseillère municipale de Laxou, conseillère déléguée aux réseaux de télécommunications, aux moyens généraux et aux affaires juridiques auprès de Jean-Pierre Dessein ;
- Chantal Carraro, adjointe au maire de Nancy, conseillère déléguée à la politique de la ville auprès de Jean-Pierre Hurpeau et à la cohésion sociale, à l’emploi et à l’insertion professionnelle auprès de Valérie Debord ;
- Nathalie Engel, conseillère municipale de Villers-lès-Nancy, conseillère déléguée au rayonnement du territoire auprès de Laurent Hénart ;
- Mostafa Fourar, adjoint au maire de Nancy, président de la commission « Attractivité », conseiller délégué au projet d’agglomération auprès du président ;
- Anne-Sophie Gavriloff, adjointe au maire de Saint-Max, présidente de la commission « Services et Infrastructures », conseillère déléguée à l’écologie et à l’environnement auprès de Didier Sartelet ;
- Pascal Jacquemin, conseiller municipal de Villers-lès-Nancy, président de la commission « Finances », conseiller délégué ;
- Valérie Jurin, adjointe au maire de Nancy, présidente de la commission « Territoire », conseillère déléguée à la santé auprès de Valérie Debord ;
- Daniel Magron, maire de Houdemont, président de la commission « Ressources », conseiller délégué aux ressources auprès de Pierre Boileau ;
- Danièle Noël, conseillère municipale de Nancy, conseillère déléguée à la participation auprès de Malika Dati ;
- Romain Pierronnet, conseiller municipal de Nancy, conseiller délégué à la vie étudiante, au conseil de la Vie étudiante et au Grand Nancy numérique auprès de François Werner ;
- Marie-Catherine Tallot, adjointe au maire de Nancy, conseillère déléguée au projet « Grand Nancy Thermal » auprès du président et d’Éric Pensalfini ;
- Gilbert Thiel, adjoint au maire de Nancy, conseiller délégué à la prévention-sécurité et au conseil intercommunal de sécurité et de prévention de la délinquance (CISPD) auprès du président ;
- Michel Breuille, conseiller délégué pour la gestion d’équipements sportifs en lien avec Éric Pensalfini ;
- Patrice Donati, conseiller délégué pour traiter les questions de Rénovation urbaine en lien avec Jean-Pierre Hurpeau ;
- Hinde Magada, conseillère déléguée à l’animation et la coordination de la commission Relations internationales, Europe et coopérations transfrontalières, en qualité de présidente déléguée.

Ensemble, ils forment le bureau de l'intercommunalité pour la mandature 2014-2020, auquel le conseil métropolitain a délégué une partie de ses pouvoirs.

### Liste des présidents
| Période                                  | Période  | Identité       | Étiquette                                                                                   | Qualité |
| ---------------------------------------- | -------- | -------------- | ------------------------------------------------------------------------------------------- | --- |
| Les données manquantes sont à compléter. |          |                |                                                                                             | |
| 19xx                                     | 2001     | Charles Choné  | RPR                                                                                         | Cultivateur Maire de Ludres |
| 2001                                     | 2020     | André Rossinot | Parti radical (PR) (?-2017) UDF (?-2002) UMP (2002-2011) UDI (2012-2017) MRSL (depuis 2017) | Docteur en médecine, Maire de Nancy (1983 → 2014) Ministre (1986 → 1988, 1993 → 1995) Député de Meurthe-et-Moselle (1978 → 1986, 1988 → 1993, 1995 → 1997) |
| 2020                                     | En cours | Mathieu Klein  | PS                                                                                          | Maire de Nancy (2020 → en cours) Président du Conseil départemental de Meurthe-et-Moselle (2014-2020)                                                      |

### Compétences
La métropole est la forme la plus intégrée des intercommunalités françaises. Elle exerce de très nombreuses compétences qui lui sont transférées par les communes membres, dans les conditions fixées par le code général des collectivités territoriales, à savoir les compétences suivantes :
- Développement des aménagements économique, social et culturel
- Aménagement de l’espace métropolitain
- Politique locale de l’habitat
- Politique de la ville
- Gestion des services d’intérêt collectif
- Protection et mise en valeur de l’environnement
- Éclairage public
- Actions d’animation et de promotion des technologies de l’information et de la communication, à l’exception de celles principalement destinées aux utilisateurs d’une commune
- Thermalisme, activités et produits en découlant, dans le cadre du projet Grand Nancy Thermal[19]
- Soutien sous forme de subventions aux clubs sportifs professionnels ou aux associations sportives formant des joueurs professionnels
- Création et gestion d’une fourrière automobile d’agglomération
- Capture d’animaux errants et activité de fourrière, gestion d’un chenil-chatterie destiné à accueillir les animaux en pension

### Régime fiscal et budget
La métropole est un établissement public de coopération intercommunale à fiscalité propre.
Afin de financer la mise en œuvre de ses compétences, et comme toutes les métropoles, le Grand Nancy est financé par la fiscalité professionnelle unique (FPU), qui a succédé à la taxe professionnelle unique (TPU), et qui assure une péréquation fiscale entre les communes regroupant de nombreuses entreprises et les communes résidentielles. Elle reverse une partie de cette fiscalité aux communes membres, sous forme d'une dotation de solidarité communautaire.
Le versement transport, taxe payée par les entreprises de plus de 9 salariés et qui finance le transport public, et qui s'élevait à janvier 80 depuis 2003, a été porté à 2 %, taux maximum que permet la loi, en 2012. Il pourrait être expliqué par le coût du transport léger guidé de Nancy et ses déboires associés[réf. nécessaire].

## Projets et réalisations

### Grands projets
- ARTEM : projet de regroupement de trois grandes écoles (École nationale supérieure d'art et de design de Nancy, École nationale supérieure des mines de Nancy et ICN Business School) sur un site futuriste[réf. souhaitée][21]
- Programme de rénovation urbaine de toutes les zones périphériques fortement peuplées de l'agglomération (2006-2011)
- Nancy Grand Cœur : programme de rénovation et de création d'un quartier durable à forte densité à proximité de la gare et du centre-ville ; récompense au palmarès national Écoquartier[22]
- Édification du nouveau centre de congrès Prouvé par la reconversion de l'ancien centre de tri postal édifié par Claude Prouvé
- Ligne 2 du transport en site propre (à la suite de la construction de la ligne 1 du Tramway de Nancy)[23]
- Grand Nancy Thermal : projet de réhabilitation et relance du thermalisme[24]
- Projet UrbanLoop : consiste un proposer un nouveau système de transport au sein de l'agglomération nancéienne, mené en collaboration entre les différents laboratoires et écoles d'ingénieur de Nancy.
- La Fondation Lotharingie a été créée en 2014 par le Grand Nancy, la ville de Nancy et la ville d’Art-sur-Meurthe, pour agir en faveur du patrimoine de l’agglomération[25].

### Projets numériques
- G-Ny[26] : Une application mobilité pour smartphone : Intégrant une application mobile et un site internet, G-Ny permet de calculer son itinéraire de déplacement selon tous les modes de transports possibles et avec les informations en temps réel, de connaître en quelques clics l’heure du prochain bus, l’état du trafic, des travaux, des vélos disponibles dans les stations, des places de stationnement dans les parkings, mais inclus également d’autres services numériques innovants, tels que l’accès à « Allo Voirie » sur l’application mobile, qui permet de signaler des anomalies sur le domaine public dans différents domaines (déchets, voirie, éclairage public…).
- Portail Open Data : Ouverture des données publiques mise à disposition au format numérique.
- La Fondation Humanisme numérique, abritée par l’Académie des sciences morales et politiques, a été créée par la métropole du Grand Nancy pour lutter contre illettrisme numérique et favoriser la recherche scientifique sur les problématiques liées à l’humanisme dans son rapport au numérique[27].